# Onyx
|  | For hiphop-gruppen, se Onyx (band) |
Onyx eller onyks (’o.nyks – græsk, betyder negl) er en varietet af mineralet kalcedon og udmærker sig ved at bestå af plane smålag af afvekslende lys, hvid eller grå, og mørk, oftest sort, farve; undertiden er nogle af lagene rødlige, sardonyx. Farven kan i mange tilfælde fremkaldes eller dog forskønnes ad kunstig vej, idet nogle af lagene er porøse og kan indsuge farvestoffer; denne kunst var kendt allerede i oldtiden. Onyx’s store hårdhed, som kvarts og smukke farvetegning gjorde den i den klassiske oldtid til en højt skattet sten, som især anvendtes til kaméer. Efter at man i 19. århundrede har indført maskinmæssig bearbejdelse af stenen i Idar-Oberstein, er prisen dalet stærkt. Onyx er fundet mange forskellige steder; den fås nu til dags især fra Uruguay.